# Nordlysprisen
Nordlysprisen er en norsk kulturpris som uddeles af avisen Nordlys under Nordlysfestivalen i Tromsø. Den blev uddelt for første gang i 1989, og derefter hvert år. I 2008 var prisen på 50 000 norske kroner.

## Prisvindere
- 1989 Håkon Stødle
- 1990 Paul Wåhlberg
- 1991 Tori Stødle
- 1992 Tove Karoline Knutsen
- 1993 Arne Dagsvik
- 1994 Mari Boine
- 1995 Bjørn Andor Drage
- 1996 Bjarte Engeset
- 1997 Arne Bjørhei
- 1998 Henning Gravrok
- 1999 Geir Jensen
- 2000 Arvid Engegård
- 2001 Malfred Hanssen
- 2002 Knut Erik Sundquist
- 2003 Ingor Ánte Áilo Gaup
- 2004 Ola Bremnes
- 2005 Susanne Lundeng
- 2006 Jan Gunnar Hoff
- 2007 Anneli Drecker
- 2008 Ragnar Rasmussen
- 2009 Marianne Beate Kielland